# إلمر كيث
إلمر كيث (بالإنجليزية: Elmer Keith)‏ هو كاتب ومخترِع أمريكي، ولد في 8 مارس 1899 في ميزوري في الولايات المتحدة، وتوفي في 12 فبراير 1984.